# 루마니아계 일본인
재일 루마니아인(일본어: 在日ルーマニア人, ざいにちルーマニアじん)은 일본에 일정기간 재주하는 루마니아국적의 사람들이다. 또, 일본에 귀화 또는 망명한 사람 및 그 자손을 루마니아계 일본인이라고 부른다.

## 개요
90년대말 이후, 흥행 비자발급에 의하며 일본에 오는 루마니아인여성은 급증했다. 그 대부분은, 러시아인여성이나 우크라이나인여성들과 함께, 퍼브나 음식점 등에서 일하고 있었다. 하지만, 매춘이나 불법체류 등의 범죄예가 증가했기 때문에, 2005년에 일본정부가 흥행 비자발급을 제한한 결과, 최성기인 2003년 ～ 2004년에는 4,000명을 넘고 있었던 루마니아인은, 2009년 1월기점에는 2,630명에까지 급감해다. 그렇지만, 법무성재류외국인통계에 의하면 1,000명을 넘는 루마니아인 여성은 일본인 남성과 국제결혼하며 일본에 재주하고 있으며, 2세를 포함하면 5,000명을 넘는다고 말해지며, 구주제국의 속에는 영국인, 러시아인, 프랑스인, 독일인에 이어 큰 커뮤니티를 형성하고 있다. 2009년 9월에는, 일본정부에 의한 루마니아인에게의 비자면제제도가 개시하며, 루마니아와 일본의 교류는 다시 계속 활발화하고 있다.

## 저명한 재일 루마니아인・루마니아계 일본인
- 조니 노무라 - 루마니아태생, 어머니가 루마니아로 망명한 러시아인.
- 노무라 유진 - 조니 노무라의 아들
- 무로후시 고지 - 동계올림픽 금메달리스트, 어머니가 루마니아인
- 무로후시 유카 - 육상선수, 어머니가 루마니아인.
- 코토 로레나(古藤ロレナ) - 루마니아출신의 여자배우・탤런트, 아버지는 일본인
- 갸루마토 보구단(ギャルマト・ボグダン) - 도에이 애니메이션소속의 프로듀서
- 델체아 미하엘라 가브리엘라(Delcea Mihaela Gabriela) - 탤런트
- 부룬도슈유 미레라(ブルンドシュユ・ミレラ) - 실업가, 탤런트
- 타라누 카타린(タラヌ カタリン) - 프로기사

## 같이 보기
- 루마니아인 디아스포라